# Finale Coppa Italia 2005
De finale van de Coppa Italia van het seizoen 2004/05 werd gehouden op 12 en 15 juni 2005. Internazionale nam het op tegen AS Roma. De heenwedstrijd in het Stadio Olimpico in Rome eindigde in een uitzege, 0–2 voor Inter. De terugwedstrijd in het Stadio Giuseppe Meazza in Milaan werd eveneens gewonnen door Inter. 
De finale van 2005 was de eerste van vier opeenvolgende bekerfinales tussen Internazionale en AS Roma.

## Finale

### Heenwedstrijd
|                    |         |                  |                |                                                                                       |
| 12 juni 2005 21:30 | AS Roma | 0 – 2            | Internazionale | Stadio Olimpico, Rome Toeschouwers: 73.437 Scheidsrechter: Pierluigi Collina (Italië) |
| 12 juni 2005 21:30 |         | 30', 36' Adriano |                | Stadio Olimpico, Rome Toeschouwers: 73.437 Scheidsrechter: Pierluigi Collina (Italië) |

| Roma | Inter |

| AS Roma:       |    |                   |     |
|                |    |                   |     |
| GK             | 1  | Gianluca Curci    |     |
| RB             | 2  | Christian Panucci |     |
| CB             | 8  | Matteo Ferrari    | 29' |
| CB             | 13 | Cristian Chivu    | 36' |
| LB             | 25 | Leandro Cufré     | 82' |
| CM             | 28 | Valerio Virga     | 58' |
| CM             | 15 | Olivier Dacourt   |     |
| RW             | 30 | Mancini           | 72' |
| AM             | 10 | Francesco Totti   |     |
| LW             | 20 | Simone Perrotta   | 73' |
| CF             | 18 | Antonio Cassano   |     |
| Wisselspelers: |    |                   |     |
| MF             | 3  | Abel Xavier       |     |
| FW             | 9  | Vincenzo Montella | 58' |
| FW             | 11 | Daniele Corvia    |     |
| DF             | 19 | Giuseppe Scurto   | 82' |
| GK             | 22 | Ivan Pelizzoli    |     |
| MF             | 29 | Leandro Greco     | 72' |
| DF             | 5  | Philippe Mexès    |     |
| Coach:         |    |                   |     |
| Bruno Conti    |    |                   |     |

| Internazionale: |    |                    |     |
|                 |    |                    |     |
| GK              | 1  | Francesco Toldo    |     |
| RB              | 4  | Javier Zanetti     |     |
| CB              | 23 | Marco Materazzi    |     |
| CB              | 11 | Siniša Mihajlović  |     |
| LB              | 16 | Giuseppe Favalli   |     |
| RW              | 13 | Zé Maria           |     |
| CM              | 25 | Dejan Stanković    |     |
| CM              | 19 | Esteban Cambiasso  |     |
| LW              | 18 | Kily González      | 86' |
| CF              | 10 | Adriano            |     |
| CF              | 30 | Obafemi Martins    | 76' |
| Wisselspelers:  |    |                    |     |
| DF              | 2  | Iván Córdoba       |     |
| MF              | 6  | Cristiano Zanetti  |     |
| MF              | 7  | Andy van der Meyde | 86' |
| FW              | 9  | Julio Cruz         | 76' |
| GK              | 15 | Fabián Carini      |     |
| DF              | 24 | Carlos Gamarra     |     |
| DF              | 49 | Marco Andreolli    |     |
| Coach:          |    |                    |     |
| Roberto Mancini |    |                    |     |

### Terugwedstrijd
|                    |                |       |         |                                                                                               |
| 15 juni 2005 20:45 | Internazionale | 1 – 0 | AS Roma | Stadio Giuseppe Meazza, Milaan Toeschouwers: 72.034 Scheidsrechter: Matteo Trefoloni (Italië) |
| 15 juni 2005 20:45 | Mihajlović 52' |       |         | Stadio Giuseppe Meazza, Milaan Toeschouwers: 72.034 Scheidsrechter: Matteo Trefoloni (Italië) |

| Inter |

| Internazionale: |    |                      |         |
|                 |    |                      |         |
| GK              | 1  | Francesco Toldo      |         |
| RB              | 2  | Iván Córdoba         |         |
| CB              | 23 | Marco Materazzi      |         |
| CB              | 11 | Siniša Mihajlović    | 18'     |
| LB              | 16 | Giuseppe Favalli     | 87'     |
| RW              | 13 | Zé Maria             | 85'     |
| CM              | 5  | Dejan Stanković      | 28' 90' |
| CM              | 19 | Esteban Cambiasso    |         |
| LW              | 18 | Kily González        |         |
| CF              | 9  | Julio Cruz           |         |
| CF              | 30 | Obafemi Martins      |         |
| Wisselspelers:  |    |                      |         |
| MF              | 7  | Andy van der Meyde   |         |
| MF              | 14 | Juan Sebastián Verón | 85'     |
| UY              | 15 | Fabián Carini        |         |
| DF              | 24 | Carlos Gamarra       | 87'     |
| MF              | 51 | Fabrizio Biava       | 90'     |
| DF              | 77 | Francesco Coco       |         |
| DF              | 49 | Marco Andreolli      |         |
| Coach:          |    |                      |         |
| Roberto Mancini |    |                      |         |

| AS Roma:       |    |                   |         |
|                |    |                   |         |
| GK             | 1  | Gianluca Curci    |         |
| RB             | 2  | Christian Panucci | 16'     |
| CB             | 5  | Philippe Mexès    |         |
| CB             | 13 | Cristian Chivu    | 79'     |
| LB             | 25 | Leandro Cufré     | 47' 65' |
| CM             | 4  | Daniele De Rossi  |         |
| CM             | 15 | Olivier Dacourt   | 46'     |
| RW             | 30 | Mancini           |         |
| AM             | 10 | Francesco Totti   |         |
| LW             | 20 | Simone Perrotta   | 61'     |
| CF             | 18 | Antonio Cassano   | 31'     |
| Wisselspelers: |    |                   |         |
| MF             | 3  | Abel Xavier       |         |
| DF             | 8  | Matteo Ferrari    | 79'     |
| FW             | 9  | Vincenzo Montella | 46' 73' |
| FW             | 11 | Daniele Corvia    | 73'     |
| GK             | 22 | Ivan Pelizzoli    |         |
| MF             | 28 | Valerio Virga     |         |
| MF             | 29 | Leandro Greco     |         |
| Coach:         |    |                   |         |
| Bruno Conti    |    |                   |         |

1922 ·
1923–1935 ·
1936 ·
1937 ·
1938 ·
1939 ·
1939 ·
1939 ·
1939 ·
1939 ·
1944–1957 ·
1958 ·
1959 ·
1960 ·
1961 ·
1962 ·
1963 ·
1964 ·
1965 ·
1966 ·
1967 ·
1968 ·
1969 ·
1970 ·
1971 ·
1972 ·
1973 ·
1974 ·
1975 ·
1976 ·
1977 ·
1978 ·
1979 ·
1980 ·
1981 ·
1982 ·
1983 ·
1984 ·
1985 ·
1986 ·
1987 ·
1988 ·
1989 ·
1990 ·
1991 ·
1992 ·
1993 ·
1994 ·
1995 ·
1996 ·
1997 ·
1998 ·
1999 ·
2000 ·
2001 ·
2002 ·
2003 ·
2004 ·
2005 ·
2006 ·
2007 ·
2008 ·
2009 ·
2010 ·
2011 ·
2012 ·
2013 ·
2014 ·
2015 ·
2016 ·
2017 ·
2018 ·
2019 ·
2020 .
2021 .
2022 .
2023 .
2024 .